# Высшая школа музыки Республики Саха (Якутия)
Высшая школа музыки Республики Саха (Якутия) имени В. А. Босикова (полное наименование Государственное бюджетное образовательное учреждение высшего образования «Высшая школа музыки Республики Саха (Якутия) (институт) имени В. А. Босикова»; сокращённое наименование ГБОУ ВО ВШМ РС(Я) (институт) им. В. А. Босикова) — осуществляющее подготовку музыкантов-исполнителей и специалистов в области музыкального образования учебное заведение в городе Якутске с тремя этапами обучения: начальным, средним и высшим.

## История
Высшая школа музыки в Якутске была образована на основании Указа Президента Республики Саха (Якутия) от 30.12.1992 № 317 и Постановления Правительства Республики Саха (Якутия) от 10.09.1993 № 398. Первым ректором учебного заведения стал известный в регионе государственный и общественный деятель в области культуры и искусства Василий Афанасьевич Босиков.
В 2012 году в соответствии с Указом Президента Республики Саха (Якутия) от 21.04.2012 № 1363 Высшей школе музыки было присвоено имя её первого ректора В. А. Босикова.

## Ректоры
- Василий Афанасьевич Босиков (1993—2007)
- Иван Иванович Наумов (2007—2015)
- Вера Семёновна Никифорова (2015—2019)
- Надежда Михайловна Зайкова (2019—н. в.)

## Награды
- Благодарность Министра культуры Российской Федерации (31 октября 2003 года) — за плодотворную деятельность по профессиональной подготовке кадров в области искусства и в связи с 10-летием со дня основания Высшей школы музыки Республики Саха (Якутия)[2].